# (2970) Pestalozzi
(2970) Pestalozzi ist ein Asteroid des Hauptgürtels, der am 27. Oktober 1978 vom Schweizer Astronomen Paul Wild, vom Observatorium Zimmerwald der Universität Bern aus, entdeckt wurde.
Der Asteroid ist nach dem Schweizer Pädagogen Johann Heinrich Pestalozzi benannt.